# San Michele che caccia gli angeli ribelli
Il dipinto opera del comasco Carlo Innocenzo Carloni decora la cupola della chiesa di San Michele all'arco di Bergamo. La chiesa soppressa nel 1955 divenne proprietà del comune di Bergamo e dal 1958 della Biblioteca civica Angelo Mai che ha provveduto ai restauri di tutti gli affreschi presenti nel 2018.

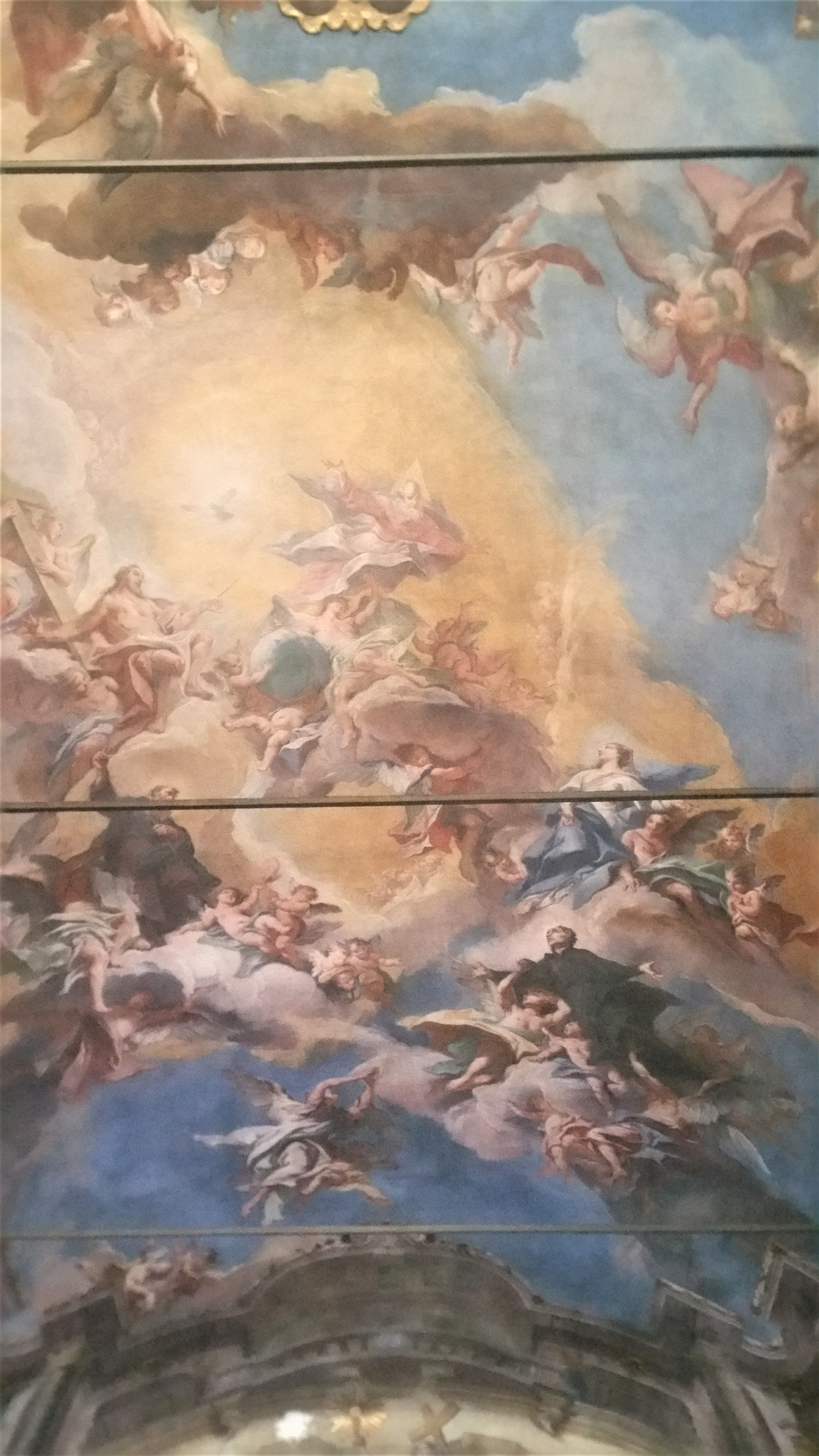
Volta della chiesa di San Marco-Bergamo affreschi del Carloni

## Storia
Carolo Innocenzo Carloni risulta presente sul territorio bergamasco dal 1740, fu tra i primi artisti provenienti da altre località che hanno adornato le chiese e i palazzi di Bergamo e della provincia. Il pittore fu invitato proprio per la sua grande capacità di realizzare opere affrescate, i suoi precedenti importanti lavori in Austria, Germania e Boemia lo avevano preceduto per notorietà. Nel 1735 fece ritorno in Italia e tra il 1740 e il 1760 operò tra Brescia e Bergamo non solo grazie alle conoscenze austriache, ma anche a quelle veneziane accettando ogni tipo di committenza, dalle più prestigiose alle più semplici. La sua prima opera in terra bergamasca fu a Calusco d'Adda, nella decorazione della vitta Colleoni con le Storie di Bartolomeo Colleoni. Proseguì poi decorando palazzi e chiese del territorio e la chiesa di Sant'Antonio Abate di Bergamo nel 1747.
La chiesa di San Michele aveva avuto un'importante ricostruzione nel 1743 per volontà dell'allora parroco don Marco Carminati, prete che visse la chiesa per sei decenni la cui vita è proprio legata a questo edificio. Il suo approfondito studio sul santo furono l'indicazione teologicamente rigorosa che l'artista dovette seguire per la realizzazione dell'affresco, capacità e conoscenza che ben aveva esaltato al suo funerale don Giuseppe Gavazzoni, che indicò con quanta fatica il prelato riuscì a riedificare la chiesa: Vinse ostacoli, subì fatiche, incontrò dispendii, disaggi grandissimi sopportò, […] a sue spese furono fatte quelle leggiadrissime pitture, a sue spese l'altar maggiore con li preziosi marmi che lo circondano […] provvedendo a donare anche ricchissime suppellettili. Il Gavazzoni testimonia quindi che le spese per la decorazione della cupola furono coperte da don Carminati.

## Descrizione
Il grande dipinto raffigura il santo titolare della chiesa nell'atto di scacciare i diavoli dal paradiso, colui che era posto a capo delle forze celesti.
L'artista aveva già realizzato affreschi dal medesimo soggetto nel 1912 nella chiesa sempre di San Michele della città tedesca di Passavia, opera giovanile che seguì lo studio del lavoro di Giovanni Odazzi del 1709 nella chiesa romana dei Santi Apostoli. L'artista aveva preparato molti bozzetti posti allo studio del Carminati e questo lo portò a creare un'opera ben riuscita, considerata un capolavoro dell'arte sacra cittadina, dove l'incedere del santo e la fuga degli angeli si presenta eseguita con sicurezza di mano e particolare ispirazione.
L'arcangelo Michele è posto centrale circondato di una luca incandescente, è raffigurato come un giovane con le abiti da guerriero romano con la loriga blu che gli avvolge il corpo, un pennacchio sull'elmo e con la spada sguainata fiammeggiante rivolta verso gli angeli degli inferi e uno scudo ovale posto nella mano sinistra. Raffigurazione di un soldato vincitore. Dalle spalle gli scende il mantello rosso che si gonfia sulle ali ripiegate, tanto da sembrare davvero che voli nell'infinità del paradiso. È circondato di angioletti e cherubini non ben definiti ma che si perdono nella luce. La luce è proprio la protagonista dell'intera opera che ha una ricchezza di accostamenti cromatici che si pogono fino alla finta balaustra dove sono posti angeli che seguono con stupore la punizione degli angeli ribelli e scacciati. Il cielo è pieno di nuvole gonfie e in movimento simili a onde marine dipinta dai colori pastello rosa chiaro e azzurro pervinca.
I diavoli scacciati dal paradiso pare che cadono dalla finta balaustra dipinti a gruppi. Il Carloni li dipinge dai volti spaventati, con le ali da pipistrello grigio con riflessi verdi, ali che pare si debbano rompere. Soggetti simili l'artista li aveva già rappresentati nella villa Lechi di Montirone nell'affresco Glorificazione della Ragione, si considera che possa aver riutilizzato alcuni cartoni. Intorno si muovono alcuni piccoli demoni sempre con le ali da pipistrello e le orecchie appuntite, hanno una copra di serpente attorcigliata, e sembrano cadere dall'alto del cielo.
I quattro pennacchi della cupola ospitano le raffigurazioni sempre del Carloni raffiguranti: Giovanni evangelista, Giosuè, e Daniele, il quarto personaggio non è di facile identificazione, ma in ognuno è inserito l'arcangelo Michele. Nel pennacchio raffigurante il profeta Daniele con l'arcangelo è completo dalla scritta: “Consurget Michael princeps magnus”.

Giosuè dipinto in un ulteriore pennacchio, indossa la corazza e l'elmo piumato, accanto a lui san Michele si presenta in forma più statica e ospita l'iscrizione “Sum Principes exercitus Domini et nunc venio”.

Giovanni evangelista è raffigurato anch'esso accanto all'arcangelo ed è identificabile dall'aquila e dalla scritta “Michael Pr Eliabatur A.P.17” in riferimento alla battaglia degli angeli contro i demoni.
La cupola e i pennacchi sono inseriti in quadrature con motivi botacini opera del pittore Giovanni Maria Giussani, anche lui comasco.
L'affresco fu accolto favorevolmente da subito creando una certa fama intorno alla chiesa che, grazie a queste raffigurazioni risultava essere di maggior ampiezza.